# ألين كاست
ألين إيزوبيل كاست (بالإنجليزية: Aleen Cust)‏ (7 فبراير 1868- 29 يناير 1937) جراحة بيطرية إنكليزية إيرلندية. ولدت وبدأت مسيرتها المهنية في إيرلندا. في عام 1922 أصبحت أول جراحة بيطرية تعترف بها الجامعة الملكية للجراحين البيطريين.

## النشأة والتعليم
وُلدت ألين كاست في عام 1868 في كوردانغان مانور، مقاطعة ديبيراري، والدها هو السيد ليوبولد كاست، البارون الثاني كان حفيد برونلو كاست البارون الأول، عملت كوكيل لأراضي عائلة سميث بيري. والدتها شارلوت سوبييسك إيزابيل كانت ابنة نائب الأميرال تشارلز أورلاندو بريدجمان، وحفيدة أورلاندو بريدجمان أول نبلاء برادفورد، والسيد تشامبرلين أول بارون.
الطفلة الرابعة بين ستة أطفال، استمتعت بطفولتها في الهواء الطلق وعندما كانوا يسألونها عن مستقبلها كانت تقول «جوابي كان طبيبة بيطرية دائماً وأبداً».
بدأت بالتدريب لكي تصبح ممرضة في مستشفى لندن، لكنها تركته لتصبح جراحة بيطرية. بعد موت والدها في عام 1878، شجعها الرائد شالكروس فيتزربرت ويدنجتون (الوصي عليها) لكي تتابع تعليمها وقام بتمويل التحاقها بكلية ويليام ويليامز البيطرية الجديدة في أدنبرة. كما كانت والدتها تشغل منصب المرافقة الشخصية للملكة فيكتوريا، سجلت كاست تحت اسم أ.ي كاستانس لتُجنّب عائلتها الإحراج.أنهت دراستها البيطرية في عام 1897، وفازت بالميدالية الذهبية في علم الحيوان، لكن رُفض طلبها لتقديم الامتحانات النهائية وبالتالي لم يُعترف بها كعضو بين الجراحين البيطريين في الكلية الملكية (RCVS).اعترضت على ذلك في المحكمة المدنية العليا، ساعيةً إلى أن تجعل لجنة الامتحان فيRCVS  تتراجع عن قراراها، لكن المحكمة رفضت أن تبتّ في ذلك بسبب أن مقر RCVS  لم يكن في إسكوتلندا وكاست حضرت إلى إسكولتندا بدلاً من المحكمة الإنكليزية. امتنعت عن اتخاذ إجراءات قانونية في لندن، وعادت لتكمل دراستها في كلية البيطرة الجديدة، ربما بسبب التكلفة المحتملة أو الإحراج الاجتماعي الذي يمكن أن تسببه لأمها. 

## الحياة المهنية
عادت كاست بعد تخرجها إلى موطنها إيرلندا في عام 1900، على الرغم من عدم قدرتها على تسمية نفسها بطبيبة بيطرية، وتابعت تدريبها في مقاطعة روسكومون مع ويليام أوغستين بيرن MRCVS، وتلقت توصية شخصية من ويليام ويليامز، عاشت في منزل كاسلريينج (في مكان نصب كاسلريدج التذكاري في وادي ساك) بالقرب من آثليغ. ينص قاموس أوكسفورد للسير الذاتية الوطنية على أن هناك ما يدعو للاعتقاد أن بيرن وكاست «عاشا كزوج وزوجة وكانت لديها ابنتان، وُلدتا في إسكوتلندا، تم تبنيهما لاحقاً». في عام 1904 كانت مخطوبة لفترة قصيرة إلى بيرترام ويدينغتون، ابن الوصي السابق عليها، لكن بسبب اعتراضات عائلته على مهنتها، لم يكمل الزواج.
تم تعيين كاست لاحقاً كمشرفة بيطرية من قبل مجلس مقاطعة غالواي بموجب قوانين أمراض الحيوانات، تم رفض توظيفها من قبل RCVS بسبب افتقارها للتقدير المهني. أُعلن عن المنصب مرة أخرى، وعندما اختيرت كاست مرة أخرى للمنصب تم التوصل إلى اتفاق قامت بموجبه بتنفيذ مهام المنصب نفسها ولكن مع تعديل عنوانه، بعد وفاة بيرن في عام 1910، بدأت كاست بالتدريب البيطري. مارست تدريبها في بيت فورت ليستر بالقرب من آثليغ. (تم تهديم كل فورت ليستر وكاسلسترينج لاحقاً)
وحسب ما ورد، كانت كاست تقوم يومياً بركوب الخيل العربي قبل أن تعود إلى المنزل لتناول العشاء.
عُقب اندلاع الحرب العالمية الأولى في عام 1915، غادرت كاست إيرلندا لتتطوع في الجبهة وساعدت في علاج الأحصنة والاهتمام بها، حيث عملت مع المؤسسة المسيحية للشباب YMCA في قاعدة قريبة من آبفيل. في عام 1917 تم تعيينها في مختبر للجراثيم في الجيش والذي تم تأسيسه مرفقاً بمستشفى بيطري. أُدرج اسمها في فيلق الجيش الاحتياطي للملكة ماري من يناير/كانون الثاني حتى نوفمبر/تشرين الأول من عام 1918 ويُعتقد أن الوقت الذي ساعدت فيه في المعركة هو ما ساعد على قبولها في RCVS بعد الحرب.
لم تعترف الكلية الملكية للجراحين البيطريين بحق كاست بممارسة حقها في بريطانيا حتى عام 1922، تم بعد ذلك إصدار قانون التمييز على أساس الجنس (إزالة) عام 1919.  لكن طُلب منها أن تجتاز امتحاناً آخر لإثبات كفاءتها، قامت بمراجعة للمناهج في ال  RVCوبعد نجاحها ونظراً لسنوات خبرتها، طُلب منها أن تقدم القسم الشفهي فقط من الامتحان النهائي. في 21 ديسمبر/كانون الأول 1922، منحها رئيس الـ  RCVS شخصياً دبلومها، وأصبحت بذلك أول امرأة تحصل على هذه الشهادة.

## الحياة اللاحقة والتكريمات
بسبب ضعف صحتها، أكملت كاست تدريبها كطبيبة بيطرية لسنتين أخريين، وتقاعدت في عام 1924. بعد أن أنهت تدريبها، انتقلت إلى قرية بليتفورد، في نيو فوريست في هامبشير، إنكلترا. توفيت نتيجة سكتة قلبية في جامايكا في 29 يناير/كانون الثاني عام 1937 عندما كانت تزور أصدقاءها.
بعد وفاتها تركت لـ  RCVS مبلغاً من المال لتأسيس منحة ألين كاست للأبحاث. في عام 2007 عُلقت لوحة تكريماً لكاست في بيت كاسلسترينج، آثليغ من قِبل النساء في مجالات التكنولوجيا والعلوم واللجنة الوطنية للوحات التذكارية في العلوم والهندسة، بدعم من البيطرة الإيرلندية.